# Blonay
Blonay is een plaats en voormalige gemeente en plaats in het Zwitserse kanton Vaud en maakt sinds 1 januari 2008 deel uit van het district Riviera-Pays-d'Enhaut. Voor 2008 maakte de gemeente deel uit van het toenmalige district Vevey. Op 1 januari 2022 fuseerde de gemeente met Saint-Légier-La Chiésaz tot de gemeente Blonay – Saint-Légier.
Blonay telt 5272 inwoners. De gemeente heeft op haar grondgebied de Blonay-Chamby Museum Bahn (BC).

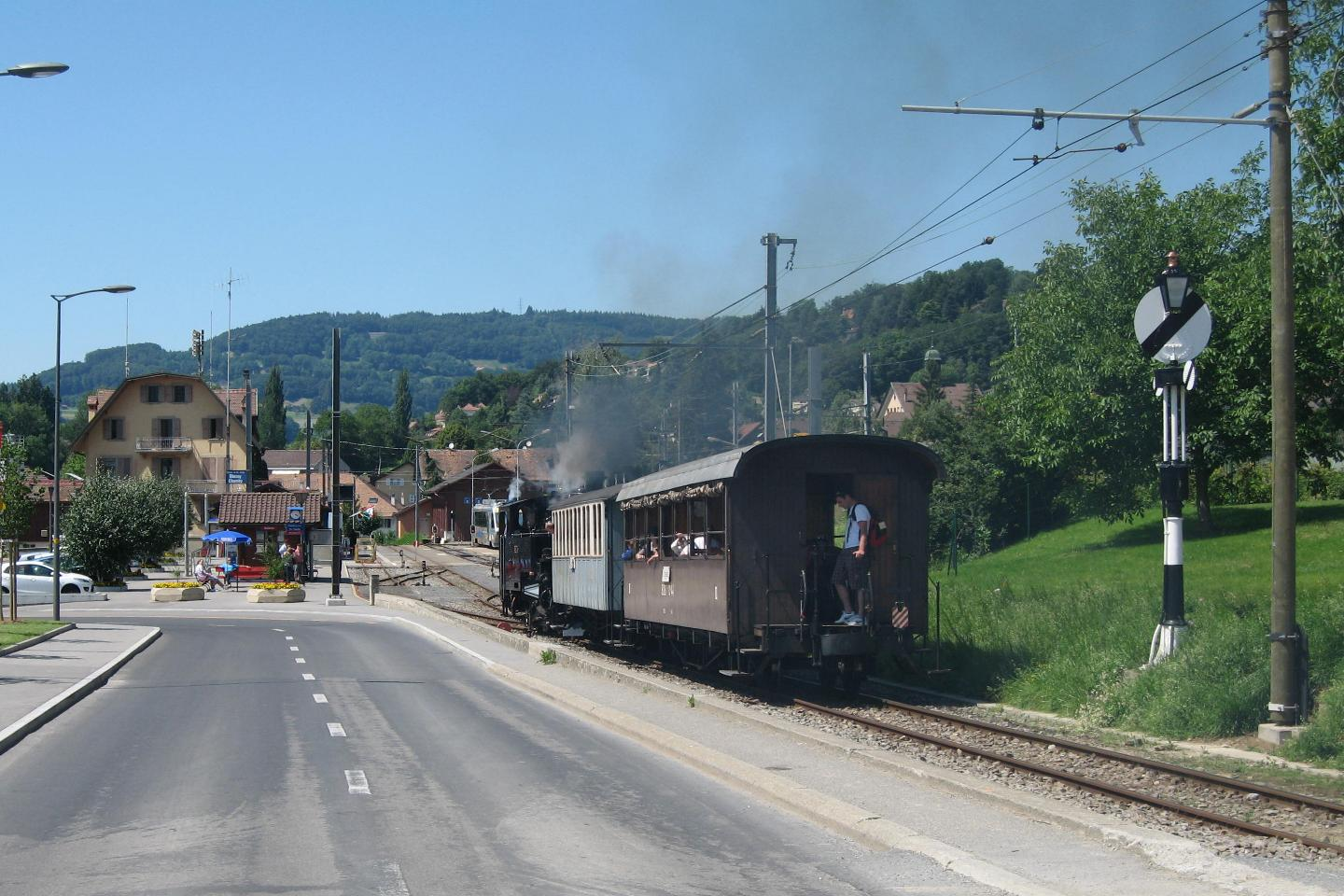
Trein van de Blonay-Chamby Museum Bahn in de voorgrond van het station Blonay, 2011.

## Geboren
- Louis Bonjour (1823-1875), advocaat en politicus